# Harry Morgan
Harry Morgan (* 10. April 1915 als Harry Bratsburg in Detroit; † 7. Dezember 2011 in Los Angeles) war ein US-amerikanischer Schauspieler.

## Leben
Morgan wollte zunächst Rechtswissenschaften an der Universität von Chicago studieren. Doch dann entdeckte er seine Liebe zur Schauspielerei. Seinen ersten Auftritt hatte er 1942 im Film To the Shores of Tripoli noch unter dem Namen Henry Morgan. Diesen änderte er in der ersten Hälfte der 1950er Jahre, um nicht mit einem bekannten Radiokomiker verwechselt zu werden. In den ersten Jahren seiner Karriere spielte er vor allem Nebenrollen in Western, Krimis, Thrillern und Kriegsfilmen. Besonders beeindruckend war seine Leistung in Ritt zum Ox-Bow (1943) von William A. Wellman neben Henry Fonda und Dana Andrews. Mehrfach drehte er zusammen mit Regisseur Anthony Mann und mit James Stewart. So war er in Manns Die Glenn Miller Story als bester Freund von Stewarts Glenn Miller zu sehen. 1960 folgte eine weitere Glanzleistung als Richter in Stanley Kramers Filmdrama Wer den Wind sät.
Harry Morgan war ab den 1950er Jahren regelmäßig im Fernsehen zu sehen. In der Sitcom December Bride spielte er zwischen 1954 und 1959 in über 150 Folgen den Nachbar von Hauptdarstellerin Spring Byington. Ab 1960 war er in der zwei Jahre laufenden Sitcom Pete and Gladys einer der Hauptdarsteller. Seine komödiantische Seite sollte nun immer öfter zum Tragen kommen. Von 1967 bis 1970 hatte er jedoch erst einmal eine Hauptrolle neben Jack Webb in der Krimiserie Polizeibericht. Von seiner komischen Seite konnte er sich auch 1969 als Bürgermeister in Auch ein Sheriff braucht mal Hilfe zeigen. In den 1970er Jahren war er im Kino vornehmlich in einer Reihe von Disney-Filmen zu sehen.
Seine bekannteste Rolle übernahm er 1975, als er als „Colonel Sherman T. Potter“ ab der vierten Staffel zur Sitcom M*A*S*H stieß. Davor war er in der dritten Staffel der Serie (Folge 1) bereits als General Steele in einer Gastrolle zu sehen gewesen. Wie auch mehrere andere Darsteller durfte er auch Seiten seiner eigenen Persönlichkeit in die Rolle einfließen lassen. So konnten die Zuschauer des Öfteren Colonel Potter beim Malen zusehen. Die Bilder, die zu sehen waren, waren auch wirklich von Harry Morgan gemalt worden. Als die Serie 1983 endete, begann Morgan, der seine Rolle als Potter liebte, mit seinen Co-Stars aus M*A*S*H, William Christopher und Jamie Farr, das erfolglose Spin-off After MASH.
Morgans Karriere umfasst sieben Jahrzehnte. Von 1942 bis zu seinem Karriereende 1999 spielte er in mehr als 150 Film- und Fernsehproduktionen mit, 2002 trat er noch einmal in einer M*A*S*H-Dokumentation auf. In den 1940er und 1950er Jahren beteiligte er sich aktiv am Kampf gegen die McCarthy-Verfolgungen in Hollywood.
Morgan war zweimal verheiratet. Mit seiner ersten Frau hatte er vier Söhne. Einer von ihnen war Fernsehproduzent und mit der Schauspielerin Julie Cobb, Tochter von Lee J. Cobb, mit dem Morgan zusammen gefilmt hatte, verheiratet. Deren Tochter – Harry Morgans Enkelin – ist ebenfalls Schauspielerin, ihr Bruder arbeitet auch beim Film. Ein Sohn starb an AIDS. Seine zweite Frau Barbara Bushman ist die Tochter des Stummfilmschauspielers Ralph Bushman und Enkelin des Stummfilmschauspielers Francis X. Bushman. 1996 wurde der damals 81 Jahre alte Morgan verhaftet, nachdem er seine Frau geschlagen hatte.
Harry Morgan starb im Dezember 2011 im Alter von 96 Jahren an den Folgen einer Lungenentzündung.

## Filmografie (Auswahl)
- 1942: To the Shores of Tripoli
- 1942: The Loves of Edgar Allan Poe
- 1942: Orchestra Wives
- 1942: Ritt zum Ox-Bow (The Ox-Bow Incident)
- 1943: Crash Dive
- 1944: The Eve of St. Mark
- 1944: Mission im Pazifik (Wing and a Prayer)
- 1945: A Bell for Adano
- 1945: Jahrmarkt der Liebe (State Fair)
- 1946: Morgen und alle Tage (From This Day Forward)
- 1946: Weißer Oleander (Dragonwyck)
- 1946: Irgendwo in der Nacht (Somewhere in the Night)
- 1948: Spiel mit dem Tode (The Big Clock)
- 1948: Alle meine Söhne (All My Sons)
- 1948: Erbe des Henkers (Moonrise)
- 1948: Herrin der toten Stadt (Yellow Sky)
- 1949: Seemannslos (Down to the Sea in Ships)
- 1949: The Beautiful Blonde from Bashful Bend
- 1949: Madame Bovary und ihre Liebhaber (Madame Bovary)
- 1949: Holiday Affair
- 1949: Rotes Licht (Red Light)
- 1950: Inspektor Goddard (Appointment with Danger)
- 1950: Blutrache in Montana (The Showdown)
- 1950: Ins Leben entlassen (Outside the Wall)
- 1950: Stadt im Dunkel (Dark City)
- 1951: Der maskierte Kavalier (The Highwayman)
- 1951: Stadt in Aufruhr (The Well)
- 1951: Das Herz einer Mutter (The Blue Veil)
- 1952: Tommy macht das Rennen (Boots Malone)
- 1952: Meuterei am Schlangenfluß (Bend of the River)
- 1952: Zwölf Uhr mittags (High Noon)
- 1952: What Price Glory
- 1952: Der Löwe von Arizona (Toughest Man in Arizona)
- 1952: Gauner mit weißer Weste (Stop, You’re Killing Me)
- 1952: Skandalblatt (Scandal Sheet)
- 1953: Die Todesbucht von Louisiana (Thunder Bay)
- 1953: Arena
- 1953: Herzen im Fieber (Torch Song)
- 1954: Die Glenn Miller Story (The Glenn Miller Story)
- 1954: Goldräuber von Oklahoma (The Forty-Niners)
- 1954: Über den Todespaß (The Far Country)
- 1954–1959: December Bride (Fernsehserie, 156 Folgen)
- 1955: In geheimer Kommandosache (Strategic Air Command)
- 1955: … und nicht als ein Fremder (Not as a Stranger)
- 1956: Gefangene des Stroms (The Bottom of the Bottle)
- 1956: Das Geheimnis der fünf Gräber (Backlash)
- 1956: Noch heute sollst du hängen (Star in the Dust)
- 1956: Das kleine Teehaus (The Teahouse of the August Moon)
- 1959: Eine tolle Nummer (It Started with a Kiss)
- 1959: Alfred Hitchcock präsentiert (Alfred Hitchcock Presents, Fernsehserie, Folge 5x06)
- 1960: Wer den Wind sät (Inherit the Wind)
- 1960: Der Kommandant (The Mountain Road)
- 1960: Cimarron
- 1960–1962: Pete and Gladys (Fernsehserie, 72 Folgen)
- 1962: Das war der Wilde Westen (How the West Was Won)
- 1962: Die Unbestechlichen (The Untouchables, Fernsehserie, Folge 4x12)
- 1963: Die Leute von der Shiloh Ranch (The Virginian, Fernsehserie, Folge 1x27)
- 1963–1964: The Richard Boone Show (Richard Boone, Fernsehserie, 22 Folgen)
- 1964–1965: Kentucky Jones (Fernsehserie, 7 Folgen)
- 1965: Eine zuviel im Harem (John Goldfarb, Please Come Home)
- 1965: Dr. Kildare (Fernsehserie, 3 Folgen)
- 1966: Frankie und Johnny (Frankie and Johnny)
- 1966: Was hast du denn im Krieg gemacht, Pappi? (What Did You Do in the War, Daddy?)
- 1967: Der tolle Mr. Flim-Flam (The Flim-Flam Man)
- 1967–1970: Polizeibericht (Dragnet 1967, Fernsehserie, 98 Folgen)
- 1969: Polizeibericht: Fall Johnson aufgeklärt (Dragnet, Fernsehfilm)
- 1969: Auch ein Sheriff braucht mal Hilfe (Support Your Local Sheriff!)
- 1969: Viva Max!
- 1970, 1972: Die Partridge Familie (The Partridge Family, Fernsehserie, 2 Folgen)
- 1970–1975: Rauchende Colts (Gunsmoke, Fernsehserie, 4 Folgen)
- 1971: The Feminist and the Fuzz (Fernsehfilm)
- 1971: Der barfüßige Generaldirektor (The Barefoot Executive)
- 1971: Latigo (Support Your Local Gunfighter)
- 1971: Cowboy John – Der letzte Held im Wilden Westen (Scandalous John)
- 1971: Cat Ballou (Cat Ballou – Pilot II, Fernsehfilm)
- 1971: Inspektor Queen sucht Rat (Ellery Queen: Don't Look Behind You, Fernsehfilm)
- 1971: Der Ankläger (The D.A., Fernsehserie, 6 Folgen)
- 1972: Night Gallery (Fernsehserie, Folge 2x16)
- 1972: Erbschaft in Weiß (Snowball Express)
- 1972–1974: Hec Ramsey (Fernsehserie, 8 Folgen)
- 1973: Charley und der Engel (Charley and the Angel)
- 1974: Sie können's nicht lassen (Sidekicks, Fernsehfilm)
- 1974–1983: M*A*S*H (Fernsehserie, 179 Folgen)
- 1975: Der letzte Ritt der Daltons (The Last Day, Fernsehfilm)
- 1975: Die Semmelknödelbande (The Apple Dumpling Gang)
- 1976: Der letzte Scharfschütze (The Shootist)
- 1978: In Texas ist der Teufel los (Kate Bliss and the Ticker Tape Kid, Fernsehfilm)
- 1978: Die Katze aus dem Weltraum (The Cat from Outer Space)
- 1978–1985: Love Boat (The Love Boat, Fernsehserie, 5 Folgen)
- 1979: Weißes Haus, Hintereingang (Backstairs at the White House, Miniserie, Folge 1x04)
- 1979: Roots – Die nächsten Generationen (Roots: The Next Generations, Miniserie, Folge 1x02)
- 1979: Zwei retten die Welt (The Wild Wild West Revisited, Fernsehfilm)
- 1979: Die Rückkehr der Semmelknödelbande (The Apple Dumpling Gang Rides Again)
- 1979: Es ist nie zu spät (Better Late Than Never, Fernsehfilm)
- 1980: Undercover USA (More Wild Wild West, Fernsehfilm)
- 1981: Kopfgeld-Jäger, Anruf genügt (Rivkin: Bounty Hunter, Fernsehfilm)
- 1983: Zwei Leichen beim Souper (Sparkling Cyanide, Fernsehfilm)
- 1983–1985: After MASH (Fernsehserie, 30 Folgen)
- 1986: Blacke's Magic (Fernsehserie, 13 Folgen)
- 1987: Mord ist ihr Hobby (Murder, She Wrote, Fernsehserie, Folge 3x21)
- 1987: Schlappe Bullen beißen nicht (Dragnet)
- 1987–1988: You Can't Take It with You (Fernsehserie, 4 Folgen)
- 1988: Eine verhängnisvolle Erfindung (14 Going on 30, Fernsehfilm)
- 1990: Anwalt des Feindes (The Incident, Fernsehfilm)
- 1992: Ein Recht zu leben (Against Her Will: An Incident in Baltimore, Fernsehfilm)
- 1994: Blutsbande – Eine Familie zerbricht (Incident in a Small Town, Fernsehfilm)
- 1995: Die Simpsons (The Simpsons, Fernsehserie, Folge 7x08 Wer ist Mona Simpson?, Sprechrolle)
- 1996: Grace (Grace Under Fire, Fernsehserie, Folge 3x21 Eine kranke Ausrede)
- 1996–1997: Hinterm Mond gleich links (3rd Rock from the Sun, Fernsehserie, 3 Folgen)
- 1997: Die verrückte Kanone (Family Plan)
- 1999: Crosswalk (Kurzfilm)
- 1999: Love & Money (Fernsehserie, Folge 1x08)